# 长白乡
长白乡是中华人民共和国浙江省舟山市定海区一个已撤销的乡，2013年8月29日，舟山市人民政府批复同意撤销长白乡，将其所辖行政区域划归小沙街道。
辖有长白岛、峙中岛2个有人岛以及9个无人岛。陆地面积12.95平方公里，人口6035人。经济以渔业为主。

## 行政区划
长白乡辖有3个行政村，以及3个渔农村新型社区：
- 行政村：三龙村、前湾村、后岸村；
- 渔农村新型社区：三龙社区(三龙村)、前湾社区(前湾村)、后岸社区(后岸村)。